# بلدالامین

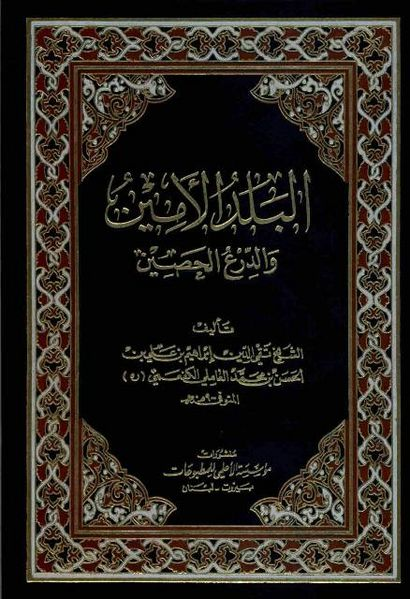
کتاب بلدالامین چاپ بیروت

کتاب بلدالامین نوشته شیخ تقی الدین ابراهیم کفعمی بوده و به موضوعاتی همچون ادعیه و اوراد و زیارات و اعمال سنه پرداخته است. دعاهای معروف شیعیان مانند دعای کمیل، دعای جوشن کبیر، دعای جوشن صغیر، دعای فرج، دعای توسل در این کتاب آمده است. حسن ختام کتاب دعای «الأسماء الحسنی»، و دعای تهلیل قرآن است. نام کامل این کتاب «البلد الامین و الدرع الحصین من الادعیه و الاعمال و الاوراد و الاذکار» است که از کتب مشهور و معتبر در دعا و آداب دینی و امور عبادتی محسوب می‌شود. این کتاب به صورت نسخه‌های بسیار نفیس خطی بارها چاپ شده‌است. یکی از این چاپ‌ها به اهتمام مکتبة الصدوق، توسط علی اکبر غفاری در سال ۱۳۸۳ هـ ق انجام شده‌است.